# Sammy Gravano
Salvatore "Sammy" Gravano (* 12. března 1945) je americký gangster. Byl zástupcem bosse Johna Gottiho, kterého v devadesátých letech udal na FBI. V roce 1982 vydal příkaz k vraždě česko-amerického mafiána Franka Fialy.
Později byl zařazen do programu na ochranu svědků. Žil v Arizoně, kde si však počínal velmi neopatrně (otevřeně vystupoval, poskytoval rozhovory…). Gotti za ním vyslal vražedné komando, ale než mohl být Gravano zabit, byl roku 2000 zatčen a následující rok odsouzen za obchod s drogami ke 20 letům vězení. Jeho syn Gerard dostal 9 let vězení, dcera Karen a manželka Debra dostaly podmínku. Během výkonu trestu ve věznici ADX Florence byla Gravanovi diagnostikována Gravesova–Basedowova nemoc. Ta se projevuje zvýšenou činností štítné žlázy, pacient má částečně vypouklé oči a je nucen podstoupit chemoterapii a masivní ozařování. Předpokládané datum propuštění Gravana z vězení bylo 8. března 2019, nicméně byl podmínečně propuštěn již 18. září 2017.